# Красильников Геннадій
Геннадій Красильников (нар. 30 березня 1977, Чугуїв) — український спортсмен, майстер спорту міжнародного класу з важкої атлетики, учасник двох Олімпіад (Сідней-2000, Афіни-2004). Призер чемпіонату Європи серед дорослих. Призер чемпіонату світу та Європи серед юніорів. Триразовий чемпіон світу серед студентів. Колаборант і зрадник України внесений в базу даних сайту Центр «Миротворець».

## Біографія
У 2000 році на Олімпіаді в Сіднеї у надважкій ваговій категорії він посів дев'яте місце. У 2002 році був студентом Національної юридичної академії імені Ярослава Мудрого. Виступив на чемпіонаті світу з важкої атлетики серед студентів та здобув перемогу, набравши у сумі 357,5 кг.
У червні 2004 року Красильников поставив рекорд України, набрав у сумі двоборства 450 кілограмів (205 + 245).
У 2004 році на Олімпіаді в Афінах посів четверте місце.
Займався евакуацією людей із зони проведення АТО на сході України.
У травні було затримано у Чугуєві Харківської області за коригування вогню російських військ.